# Kognacja (prawo rzymskie)
Kognacja (łac. cognatio, pokrewieństwo) – w rzymskim prawie rodzinnym pokrewieństwo wynikające z naturalnej wspólnoty krwi. W przeciwieństwie do agnacji, kognacja powstawała zarówno w linii męskiej, jak i żeńskiej. Osoby w ten sposób spokrewnione nazywane są kognatami (łac. cognati).

## Rodzaje kognacji
Prawnicy rzymscy rozróżniali w ramach kognacji:
- linię prostą – związek krwi między osobami pochodzącymi jedna (łac. descendens) od drugiej (łac. ascendens)
- linię boczną – między osobami pochodzącymi od wspólnego przodka.

Stopień pokrewieństwa obliczali zaś według zasady ile urodzeń, tyle stopni (oryg. quot generationes, tot gradus). Brano tu pod uwagę tylko urodzenia niezbędne do powstania pokrewieństwa (nie liczono urodzenia wspólnego przodka).

## Znaczenie kognacji
Pierwotnie w prawie rzymskim miała znaczenie jako przeszkoda małżeńska oraz okoliczność narzucająca obowiązki rodzinne natury moralnej (łac. officia). W prawie spadkowym (przy dziedziczeniu beztestamentowym) kognaci nie byli uwzględniani.
W prawie pretorskim nastąpiły zmiany kolejności dziedziczenia, po agnatach zostali dopuszczeni kognaci równorzędnego stopnia pokrewieństwa. Ostatecznie według 118 i 127 Nowel Justyniana kognaci uzyskali wyłączność na dziedziczenie. 